# Rhopornis ardesiacus
Rhopornis ardesiacus е вид птица от семейство Thamnophilidae, единствен представител на род Rhopornis. Видът е застрашен от изчезване.

## Разпространение
Видът е разпространен в Бразилия.